# دان لويد
دان لويد (بالإنجليزية: Dan Lloyd)‏ هو لاعب كرة قدم أمريكية أمريكي، ولد في 9 نوفمبر 1953 في هيبر سيتي في الولايات المتحدة.

## وصلات خارجية
- دان لويد على موقع مرجع كرة القدم المحترفة.كوم (الإنجليزية)